# Snowmine
Snowmine es una banda estadounidense de indie pop de Brooklyn, Nueva York .

## Historia
Snowmine se formó en 2010. Lanzaron su primer álbum, Laminate Pet Animal de forma independiente en 2011. Lanzaron su segundo álbum, Dialects en 2014 con la discografía Mystery Buildings .

## Miembros de la banda
- Grayson Sanders (voz principal, teclados)
- Jay Goodman (bajo)
- Alex Beckmann (batería)
- Austin Mendenhall (guitarra)
- Calvin Pia (guitarra, teclados, coros)

## Discografía
Álbumes de estudio
- Laminate Pet Animal (2011, autoeditado)
- Dialects (2014, Mystery Buildings)